# Caledoniscincus
A Caledoniscincus  a hüllők (Reptilia) osztályába a  pikkelyes hüllők (Squamata) rendjébe a gyíkok (Sauria)  alrendjébe és a  vakondgyíkfélék (Scincidae) családjába  tartozó nem.

## Rendszerezés
A nembe az alábbi 11 faj tartozik.
- Caledoniscincus aquilonius
- Caledoniscincus atropunctatus
- Caledoniscincus auratus
- Caledoniscincus austrocaledonicus
- Caledoniscincus chazeaui
- Caledoniscincus cryptos
- Caledoniscincus festivus
- Caledoniscincus haplorhinus
- Caledoniscincus orestes
- Caledoniscincus renevieri
- Caledoniscincus terma